# 대추야자 꿀
대추야자 꿀은 대추야자의 당분을 농축시켜 만든 시럽이다. 아랍어로는 룹브(رب), 히브리어로는 실란(סילאן)이라 부르며, 페르시아어로는 시레 호르마(شیره خرما→대추야자 시럽)라 부른다.
세례자 요한이 먹었다고 성경에 기록된 "꿀"이 대추야자 꿀이다.

## 쓰임새

### 리비아
리비아에서는 대추야자 꿀을 아시다에 곁들여 먹는다.

### 이란
이란에서는 아침밥 용 아르데를 만들 때 대추야자 꿀을 이용해 단맛을 낸다.

### 이스라엘
이스라엘에서는 빵이나 페이스트리 등을 대추야자 꿀에 찍어 먹는다.

## 같이 보기
- 석류 시럽